# Dumont (Nova Jersey)
Dumont és una població dels Estats Units a l'estat de Nova Jersey. Segons el cens del 2008 tenia 16.968 habitants.

## Demografia
Segons el cens del 2000, Dumont tenia 17.503 habitants, 6.370 habitatges, i 4.758 famílies. La densitat de població era de 3.396 habitants/km².
Dels 6.370 habitatges en un 34,7% hi vivien nens de menys de 18 anys, en un 61,8% hi vivien parelles casades, en un 9,5% dones solteres, i en un 25,3% no eren unitats familiars. En el 22,3% dels habitatges hi vivien persones soles l'11,8% de les quals corresponia a persones de 65 anys o més que vivien soles. El nombre mitjà de persones vivint en cada habitatge era de 2,75 i el nombre mitjà de persones que vivien en cada família era de 3,24.
Per edats la població es repartia de la següent manera: un 24,4% tenia menys de 18 anys, un 6,1% entre 18 i 24, un 31,3% entre 25 i 44, un 22,8% de 45 a 60 i un 15,4% 65 anys o més.
L'edat mediana era de 38 anys. Per cada 100 dones de 18 o més anys hi havia 88,2 homes.
La renda mediana per habitatge era de 65.490 $ i la renda mediana per família de 73.880 $. Els homes tenien una renda mediana de 47.402 $ mentre que les dones 35.331 $. La renda per capita de la població era de 26.489 $. Aproximadament el 2% de les famílies i el 2,6% de la població estaven per davall del llindar de pobresa.

## Poblacions més properes
El següent diagrama mostra les poblacions més properes.